# Rachid Taoussi
Rachid Taoussi (Casablanca, 6 febbraio 1959) è un allenatore di calcio ed ex calciatore marocchino, di ruolo difensore.

## Palmarès

### Allenatore

#### Competizioni nazionali
- Coppa del Marocco: 2

Wydad Casablanca: 2001
Maghreb Fès: 2010-2011

#### Competizioni internazionali
- Coppa delle Coppe d'Africa: 1

Wydad Casablanca: 2002
- Coppa della Confederazione CAF: 1

Maghreb Fès: 2011